# Crati
Il Crati (dal greco Kràthis, Κρᾶθις) è il fiume principale della Calabria: è il più importante della regione per volume d'acque alla foce (oltre che il terzo del Meridione dopo Volturno e Sele) con una media annua di circa 36 m³/s, per lunghezza del suo corso (91 km) e superficie di bacino idrografico (2.440 km²).

## Il corso del fiume
Il Crati ha origine attorno ai 1.690 m di altezza, tra Timpone Tenna e Timpone Bruno, dalle pendici occidentali della Sila, nel comune di Aprigliano con il nome di Craticello. Scende assai ripido con andamento verso nord bagnando subito la città di Cosenza, dove, alla quota di 228 metri s.l.m., raddoppia di dimensioni grazie alla confluenza da sinistra del fiume Busento e dove divide il centro storico antico dalla parte moderna.
Da qui attraversa con ampio letto ciottoloso la stretta pianura cui dà nome, localmente chiamata Vallo del Crati dove si arricchisce dell'apporto di svariati affluenti: da destra i fiumi Arente, Mucone (suo principale tributario di destra) e di Duglia, da sinistra i torrenti Finita, Turbolo, Cucchiato, Campagnano, Mavigliano, Emoli e Settimo.
Con una portata di oltre 20 m³/s e dimensioni ora ragguardevoli inizia a scorrere poi nel tratto incassato di Tarsia dove una diga forma il lago artificiale omonimo, entrando poi alcuni chilometri a valle dello sbarramento nell'alluvionale Piana di Sibari, dove nell'antichità sorgeva la fiorente città greca di Sibari.
In questo tratto rallenta notevolmente la sua corsa ricevendo l'ultimo affluente, il fiume Coscile o Sibari, suo principale tributario di sinistra che ne raddoppia quasi la portata, avviandosi poi con andamento pigro a sfociare nel golfo di Corigliano, segnando il confine tra i comuni di Corigliano-Rossano e Cassano all'Ionio (CS).
I comuni attraversati sono: Aprigliano, Pietrafitta, Bisignano, Castiglione Cosentino, Cerisano, Cosenza, Lappano, Lattarico, Luzzi, Montalto Uffugo, Paterno Calabro, Rende, Rose, Rovito, Tarsia, Terranova da Sibari, Cassano all'Ionio, Corigliano-Rossano e Torano Castello.

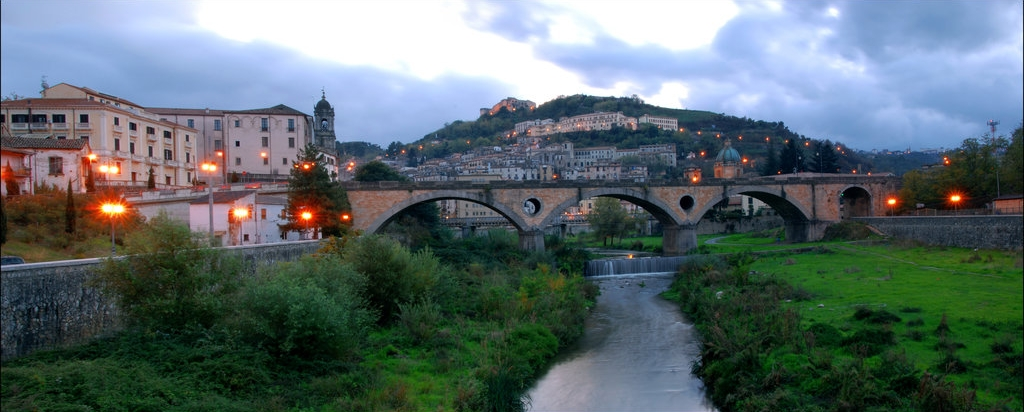
Il fiume Crati a Cosenza

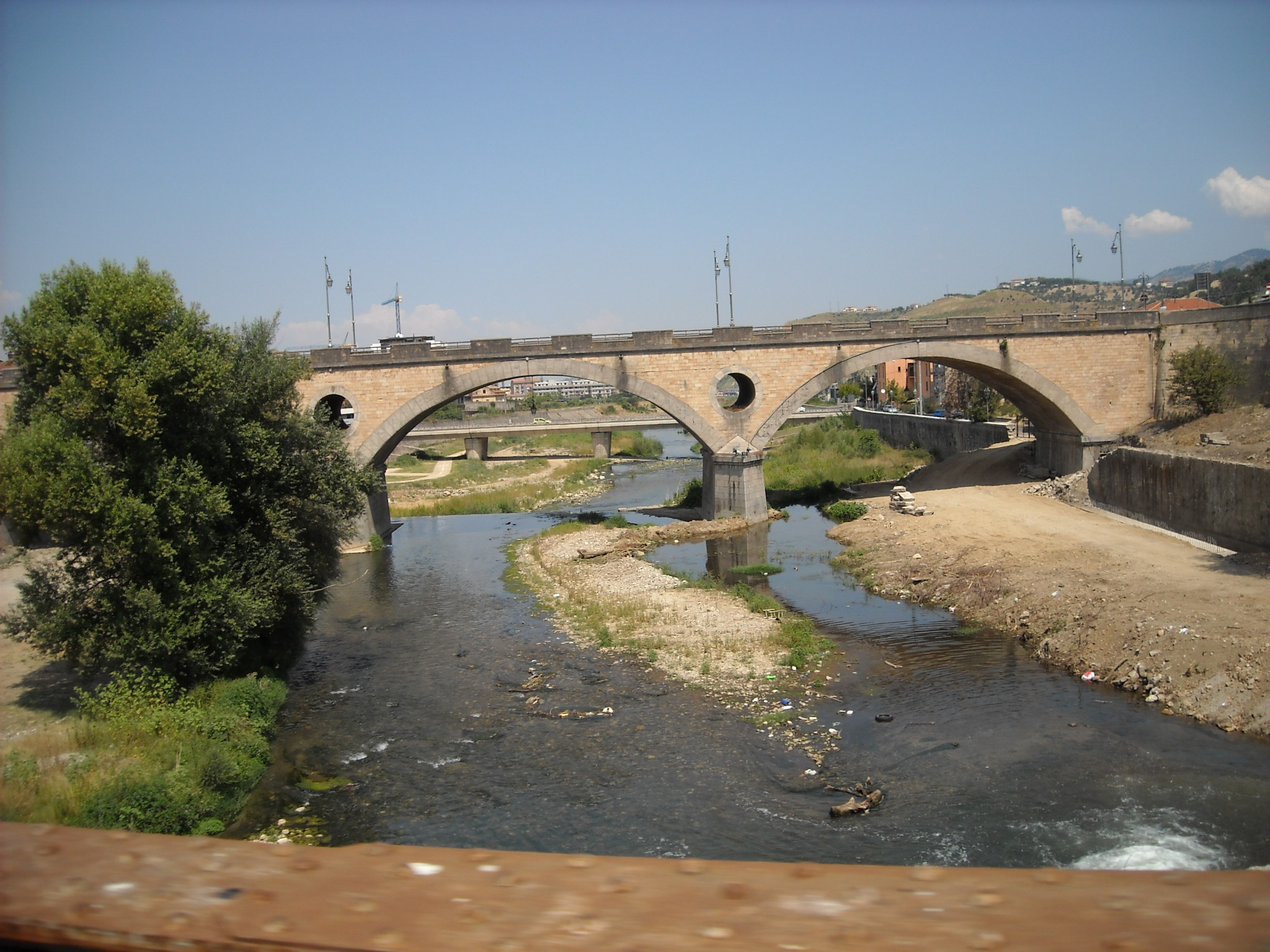
Il fiume Crati nel centro di Cosenza prima della confluenza con il Busento

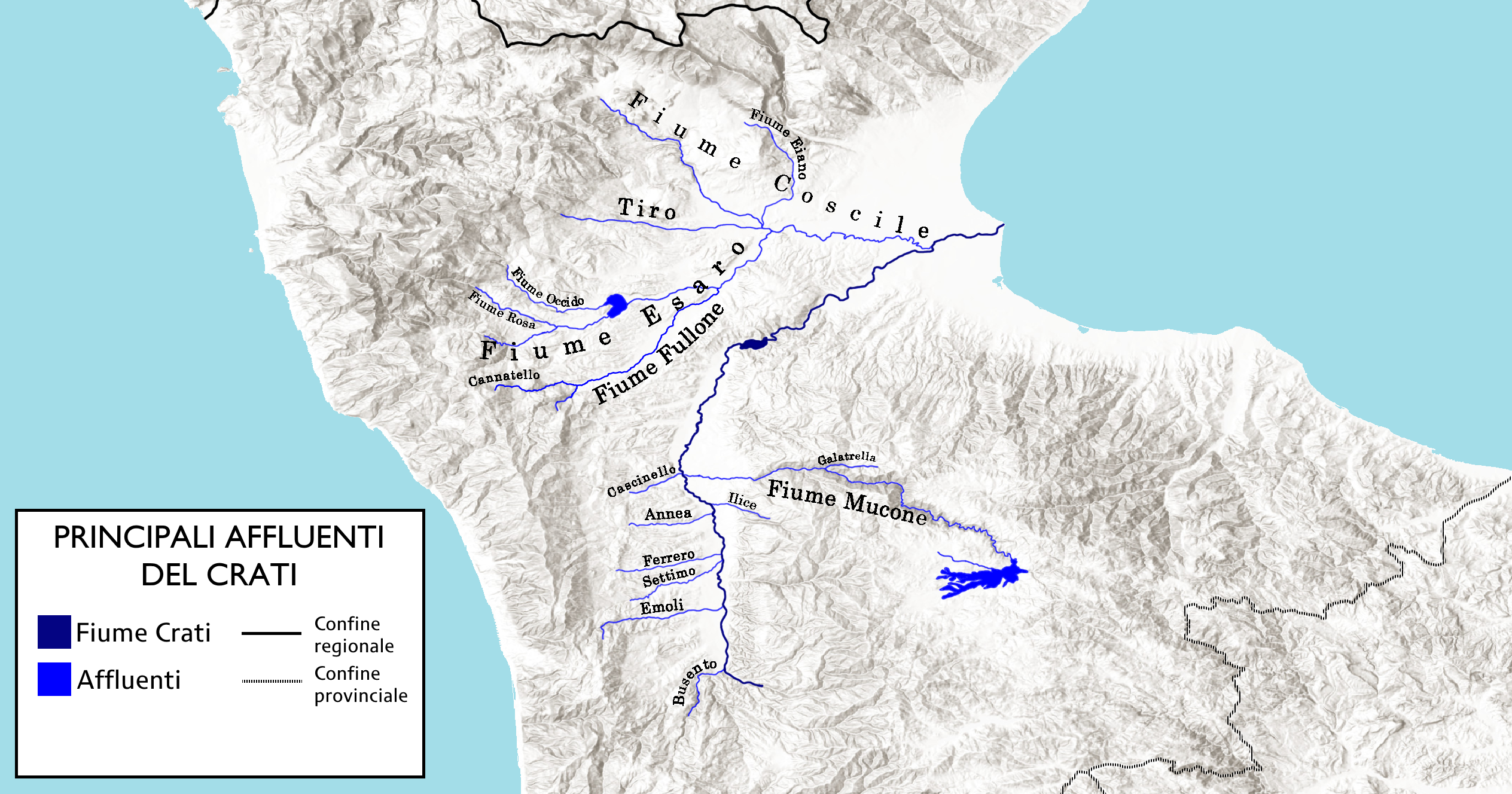
Mappa dei principali affluenti del Fiume Crati

## Caratteri idrologici
Il Crati è il principale fiume della regione per ricchezza d'acque, sia come media annua (circa 36 m³/s), minima (c. 10 m³/s) o massima (anche oltre 3.000 m³/s per le massime piene).
Il fiume presenta un regime spiccatamente torrentizio, alternando marcate magre estive a forti e talvolta disastrose piene invernali, l'ultima delle quali si è verificata nel dicembre 2008.